# 函館映劇
函館映劇（はこだてえいげき）は、かつて北海道函館市松風町17番地でスガイ・エンタテインメント（旧：須貝興行株式会社。現在のSDエンターテイメント）が経営・運営していた映画館。

## 歴史
前身は1955年（昭和30年）1月25日に開業した「函館日活劇場」。日活映画の封切館であったが、わずか2年後の1957年（昭和32年）3月19日、当時全道展開を目指していた須貝興行に事業譲渡され、館名を「函館映画劇場」と改称。日活の封切館は松風町14にあった「大門シネマ」が引き継いだ。全国の映画館数がピークを迎えた1960年（昭和35年）、函館市内には24スクリーンの映画館があり、そのうち松風町内には当館を含む11スクリーンがあった。
1984年（昭和59年）8月より4ヵ月にわたる改装を行い、同年12月8日、1階：函館映劇、2階：グランドシネマの2館体制となりリニューアルオープン。
2001年（平成13年）12月1日、『ハリー・ポッターと賢者の石』の封切日から、館名を函館映劇1・2に統一したが、これと同時期にオープンした4スクリーンのシネマコンプレックス「函館シネマ大門」（現：シネマ太陽函館）にことごとく客足を奪われるようになる。奇しくもシネマ大門も『ハリー・ポッターと賢者の石』がこけら落とし番組のひとつであった。
2003年（平成15年）公開の鈴井貴之監督映画『river』上映時は、10月17日の先行レイトと10月18日の本上映初日に鈴井と大泉洋が舞台挨拶を行っている。
2004年（平成16年）2月6日、建物の老朽化と土地賃貸契約期限が満期を迎える事情により同年3月をもって閉館することを発表。最終興行として同年3月20日と3月21日に『飢餓海峡』『赤いハンカチ』『ギターを持った渡り鳥』が上映され、日活時代から数えて49年にわたる歴史に幕を下ろした。建物は解体され、跡地は駐車場となっている。

## 特徴
- 座席数は映劇1・2共に216席（総計432席）、スクリーンサイズは縦5.5m横11mで、閉館当時函館市内では最大だった[7]。上映された作品は札幌劇場（現在はディノスシネマズ札幌劇場として残存）や旭川劇場（2003年2月閉館）といったスガイ系列館同様、主に丸の内ピカデリーや丸の内ルーブル系の洋画の大作や話題作が多かったが、まれに東宝洋画系作品も上映することがあった。
- ドルビーデジタル音響は閉館まで導入しなかった。

## その後
函館映劇閉館から2年後の2006年（平成18年）、当時のスガイ・エンタテインメントは函館市美原にあった函館バス旧昭和営業所跡地にシネコンを含むアミューズメント施設の建設を発表し、翌年7月の開業を予定していたが、諸事情により建設を断念している（後にケーズデンキなどの店舗が入居した）。その後社名をSDエンターテイメントに変更したが、映画館事業は2018年に会社分割で設立されたスガイディノスへ譲渡されたものの、スガイディノスの民事再生手続により、2022年10月にGENDA GiGO Entertainmentが設立したディノスシネマへ映画館事業が再譲渡された。